# Ascesso epidurale spinale
È una rara causa di compressione midollare acuta o subacuta, totalmente reversibile se trattata tempestivamente con antibiotici, tanto che deve essere considerato una emergenza neurologica.
Può essere causato da batteri, miceti, parassiti e tra i primi più spesso da S.aureus, che però negli anni ha perso il primato assoluto.
Fattori predisponenti sono diabete, traumi, uso di droghe per via endovenosa, quadri di cachessia e alcolismo oltre naturalmente sindromi da immunodeficienza.
Generalmente è generato dalla estensione per contiguità di processi infettivi limitrofi, tra cui vertebre, ascessi retrofaringei o più spesso dalla disseminazione ematogena di agenti infettivi (a partenza perlopiù polmonare ma anche genitourinaria, endocarditi e in casi eccezionali anche processi banali come foruncoli e ascessi dentari). Può complicare una anestesia epidurale.
Più spesso è colpito il livello mediotoracico per ragioni anatomiche (qui lo spazio epidurale è più ampio) e la raccolta è in genere posteriore al midollo (anteriormente lo spazio epidurale è virtuale).
Il quadro clinico è quello di una compressione midollare acuta o subacuta con precoce sintomatologia dolorosa (infatti è chiaramente una compressione extramidollare-extradurale) con febbre, dolore lombare e radicolare.
Quindi compare il deficit motorio-sensoriale e spesso disturbi sfinterici.
La diagnosi si basa sul sospetto clinico (compressione midollare in paziente con quadro infettivo, febbre, storia anamnestica significativa) e richiede RM con massima urgenza. La puntura lombare è poco significativa (mostrerebbe quadro flogistico aspecifico e vi è rischio di disseminazione liquorale del patogeno).
Oggi la mortalità è del 10-15% e il recupero buono se la terapia è tempestiva.
La terapia si basa su drenaggio chirurgico dell'ascesso da eseguirsi il più presto possibile e terapia antibiotica, dapprima ad ampio spettro, quindi, fatta la diagnosi precisa, mirata.